# Aleksander Grajf
Aleksander „Sašo” Grajf (ur. 25 czerwca 1965 w Mariborze) – słoweński biathlonista i biegacz narciarski reprezentujący Jugosławię i Słowenię. Uczestnik pięciu zimowych igrzysk olimpijskich: dwukrotnie jako biegacz narciarski w reprezentacji Jugosławii (Sarajewo 1984, Calgary 1988) i trzykrotnie jako biathlonista w reprezentacji Słowenii (Albertville 1992, Nagano 1998, Salt Lake City 2002).

## Osiągnięcia

### Igrzyska olimpijskie

#### Biegi narciarskie
| Miejsce | Dzień     | Rok  | Miejscowość | Konkurencja             | Czas biegu | Strata   | Zwycięzca            |
| ------- | --------- | ---- | ----------- | ----------------------- | ---------- | -------- | -------------------- |
| 48.     | 13 lutego | 1984 | Sarajewo    | 15 km stylem klasycznym | 41:25,6    | +4:55,5  | Gunde Svan           |
| 53.     | 15 lutego | 1988 | Calgary     | 30 km stylem klasycznym | 1:24:26,3  | +11:52,9 | Aleksiej Prokurorow  |
| 44.     | 19 lutego | 1988 | Calgary     | 15 km stylem klasycznym | 41:18,9    | +4:53,4  | Michaił Diewiatjarow |
| 52.     | 27 lutego | 1988 | Calgary     | 50 km stylem dowolnym   | 2:04:30,9  | +19:16,2 | Gunde Svan           |

#### Biathlon
| Rok  | Miejsce                  | IN | SP | PU | MS | RL |
| 1992 | Albertville              | 24 | 33 |    |    | 20 |
| 1998 | Nagano                   | 25 | 40 |    |    | 12 |
| 2002 | Salt Lake City/Park City |    | 59 | 46 |    | 10 |

### Mistrzostwa Świata
| Rok  | Miejsce     | IN | SP | PU | MS | RL |
| 1988 | Feistritz   | 18 |    |    |    |    |
| 1993 | Borovec     |    |    |    |    | 13 |
| 1998 | Pokljuka    |    |    | 29 |    |    |
| 1999 | Kontiolahti |    |    |    |    | 7  |
| 2001 | Pokljuka    | 36 | 14 | 29 | 21 | 7  |

IN – bieg indywidualny, SP – sprint, PU – bieg pościgowy, MS – bieg ze startu wspólnego, RL – sztafeta

### Puchar Świata
| Sezon     | Miejsce |
| --------- | ------- |
| 1997/1998 | 47.     |
| 1998/1999 | 48.     |
| 1999/2000 | 66.     |
| 2000/2001 | 54.     |
| 2001/2002 | 71.     |